# Hall of Fame Open 2025 - Doppio maschile
Il doppio maschile del torneo di tennis professionistico Hall of Fame Open 2025, facente parte della categoria Challenger 125 nell'ambito dell'ATP Challenger Tour 2025, si è giocato dal 7 al 13 luglio a Newport, negli Stati Uniti. Tra le coppie partecipanti erano assenti André Göransson e Sem Verbeek, i detentori del titolo.
In finale Robert Cash e James Tracy hanno sconfitto Hans Hach Verdugo e Cristian Rodríguez con il punteggio di 7–6(3), 6–3.

## Teste di serie
1. Robert Cash /  James Tracy (campioni)
2. Anirudh Chandrasekar /  Reese Stalder (semifinali)

1. Blake Bayldon /  Trey Hilderbrand (semifinali)
2. Niki Kaliyanda Poonacha /  Jeevan Nedunchezhiyan (quarti di finale)

## Wildcard
1. Bill Ackman /  Jack Sock (primo turno)

1. Robert Cash /  James Tracy (campioni)

## Tabellone

### Legenda
| - Q = Qualificato - WC = Wild card - LL = Lucky loser | - ALT = Alternate - SE = Special Exempt - PR = Protected Ranking | - w/o = Walkover - r = Ritirato - d = Squalificato |

|  | Primo turno | Primo turno                           | Primo turno                | Primo turno | Primo turno |  |  | Quarti di finale | Quarti di finale                      | Quarti di finale         | Quarti di finale         | Quarti di finale        |    |      | Semifinali | Semifinali                 | Semifinali              | Semifinali                           | Semifinali                           |    |   | Finale | Finale | Finale | Finale | Finale |  |
|  |             |                                       |                            |             |             |  |  |                  |                                       |                          |                          |                         |    |      |            |                            |                         |                                      |                                      |    |   |        |        |        |        |        |  |
|  | 1/WC        | R Cash J Tracy                        | R Cash J Tracy             | 6           | 7           |  |  |                  |                                       |                          |                          |                         |    |      |            |                            |                         |                                      |                                      |    |   |        |        |        |        |        |  |
|  |             | F Reynolds J Watt                     | F Reynolds J Watt          | 4           | 61          |  |  | 1/WC             | R Cash J Tracy                        | 65                       | 6                        | [10]                    |    |      |            |                            |                         |                                      |                                      |    |   |        |        |        |        |        |  |
|  |             | L Britto B Oliveira                   | 78                         | 5           | [5]         |  |  |                  | M Kiger E Spizzirri                   | 7                        | 1                        | [7]                     |    |      |            |                            |                         |                                      |                                      |    |   |        |        |        |        |        |  |
|  |             | M Kiger E Spizzirri                   | 6                          | 7           | [10]        |  |  |                  |                                       |                          |                          |                         |    |      | 1/WC       | R Cash J Tracy             | R Cash J Tracy          | 6                                    | 79                                   |    |   |        |        |        |        |        |  |
|  | 3           | B Bayldon T Hilderbrand               | B Bayldon T Hilderbrand    | 6           | 7           |  |  |                  |                                       | 3                        | B Bayldon T Hilderbrand  | B Bayldon T Hilderbrand | 4  | 67   |            |                            |                         |                                      |                                      |    |   |        |        |        |        |        |  |
|  |             | Z Fuchs W Thayne                      | Z Fuchs W Thayne           | 4           | 5           |  |  | 3                | B Bayldon T Hilderbrand               | B Bayldon T Hilderbrand  | B Bayldon T Hilderbrand  | w/o                     |    |      |            |                            |                         |                                      |                                      |    |   |        |        |        |        |        |  |
|  | WC          | B Ackman J Sock                       | B Ackman J Sock            | 1           | 5           |  |  |                  | O Jasika B Tomić                      | O Jasika B Tomić         | O Jasika B Tomić         |                         |    |      |            |                            |                         |                                      |                                      |    |   |        |        |        |        |        |  |
|  |             | O Jasika B Tomić                      | O Jasika B Tomić           | 6           | 7           |  |  |                  |                                       |                          |                          |                         |    |      | 1/WC       | Robert Cash James Tracy    | Robert Cash James Tracy | 7                                    | 6                                    |    |   |        |        |        |        |        |  |
|  |             | M Cassone A Mayo                      | M Cassone A Mayo           | 3           | 2r          |  |  |                  |                                       |                          |                          |                         |    |      |            |                            |                         | Hans Hach Verdugo Cristian Rodríguez | Hans Hach Verdugo Cristian Rodríguez | 63 | 3 |        |        |        |        |        |  |
|  |             | H Hach Verdugo C Rodríguez            | H Hach Verdugo C Rodríguez | 6           | 3           |  |  |                  | H Hach Verdugo C Rodríguez            | 64                       | 7                        | [10]                    |    |      |            |                            |                         |                                      |                                      |    |   |        |        |        |        |        |  |
|  |             | P Maloney T Zink                      | 5                          | 6           | [7]         |  |  | 4                | N Kaliyanda Poonacha J Nedunchezhiyan | 7                        | 5                        | [6]                     |    |      |            |                            |                         |                                      |                                      |    |   |        |        |        |        |        |  |
|  | 4           | N Kaliyanda Poonacha J Nedunchezhiyan | 7                          | 4           | [10]        |  |  |                  |                                       |                          |                          |                         |    |      |            | H Hach Verdugo C Rodríguez | 6                       | 6                                    | [13]                                 |    |   |        |        |        |        |        |  |
|  |             | P Kumar J Sheehy                      | P Kumar J Sheehy           | 6           | 5           |  |  |                  |                                       | 2                        | A Chandrasekar R Stalder | 2                       | 78 | [11] |            |                            |                         |                                      |                                      |    |   |        |        |        |        |        |  |
|  |             | Y Watanuki T Yuzuki                   | Y Watanuki T Yuzuki        | 78          | 7           |  |  |                  | Y Watanuki T Yuzuki                   | Y Watanuki T Yuzuki      | 1                        | 3                       |    |      |            |                            |                         |                                      |                                      |    |   |        |        |        |        |        |  |
|  |             | B Holt Z Svajda                       | B Holt Z Svajda            | 2           | 2           |  |  | 2                | A Chandrasekar R Stalder              | A Chandrasekar R Stalder | 6                        | 6                       |    |      |            |                            |                         |                                      |                                      |    |   |        |        |        |        |        |  |
|  | 2           | A Chandrasekar R Stalder              | A Chandrasekar R Stalder   | 6           | 6           |  |  |                  |                                       |                          |                          |                         |    |      |            |                            |                         |                                      |                                      |    |   |        |        |        |        |        |  |